# Varvažov
Varvažov (deutsch Warwaschau) ist eine Gemeinde  in Tschechien. Sie liegt 16 km westlich der Stadt Milevsko (Mühlhausen) und gehört dem Okres Písek im Jihočeský kraj an.

## Geographie
Varvažov befindet sich linksseitig der Skalice. Im Osten des Gemeindegebiets beim Ortsteil Zbonín befindet sich der Zusammenfluss von Otava und Moldau, der Teil des langgestreckten Stausees der Orlík-Talsperre, die hier beide Flüsse anstaut, geworden ist. Der überwiegende Teil der 295 Häuser in der Gemeinde wird nicht ständig bewohnt, sondern als Ferienhäuser genutzt.
Am rechten Ufer der Otava, auf dem Gebiet der Nachbargemeinde Zvíkovské Podhradí liegt die Burg Zvíkov.

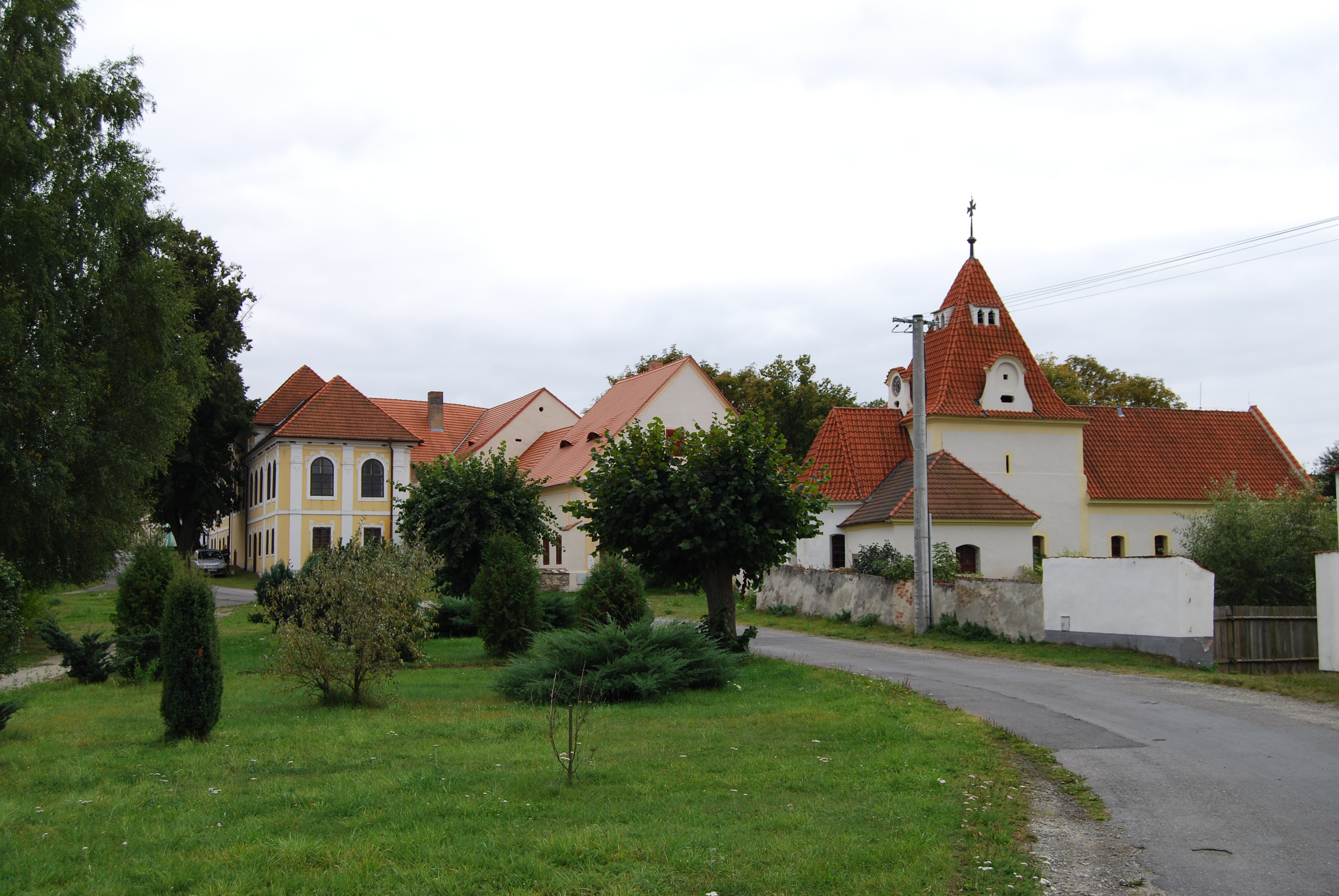

## Geschichte
Varvažov wurde im 13. Jahrhundert durch den Malteserorden von der  Burg Klingenberg   aus gegründet. Die Malteser unterhielten im Ort einen Hof mit Schloss. Der Ortsname leitet sich nach Antonín Profous von der mittelalterlich deutschen Bezeichnung Arbesau ab. Die Arbese ist hierbei mit der Feldfrucht Erbse zu übersetzen, im Sinne von Erbsenau. Hieraus entwickelte sich der Ortsname Varvažov (Warwaschau). Im Jahre 1734 erfolgte der Bau einer Kapelle. 1847 kaufte Karl II. Fürst zu Schwarzenberg die Herrschaft Warwaschau für 650.000 Gulden vom Johanniterorden und schlug sie seiner Fideikommissherrschaft Worlik zu. Im Jahre 1925 wurde eine Ortschronik erstellt.

## Gemeindegliederung
Die Gemeinde Varvažov umfasst folgende Ortsteile:
- Štědronín-Plazy (Stidronin-Plaß) mit
  - Štědronín (Stidronin)
- Varvažov (Warwaschau) mit
  - U Mostu
  - Varvažovská paseka
- Zbonín (Sbonin) mit
  - Ochoz